# Canton d'Aurillac-1
Le canton d'Aurillac-1 est une division administrative française, située dans le département du Cantal et la région Auvergne-Rhône-Alpes.
À la suite du redécoupage cantonal de 2014, les limites territoriales du canton sont remaniées.

## Histoire
Un nouveau découpage territorial du Cantal entre en vigueur en mars 2015, défini par le décret du 13 février 2014, en application des lois du 17 mai 2013 (loi organique 2013-402 et loi 2013-403). Les conseillers départementaux sont, à compter de ces élections, élus au scrutin majoritaire binominal mixte. Les électeurs de chaque canton élisent au Conseil départemental, nouvelle appellation du Conseil général, deux membres de sexe différent, qui se présentent en binôme de candidats. Les conseillers départementaux sont élus pour 6 ans au scrutin binominal majoritaire à deux tours, l'accès au second tour nécessitant 12,5 % des inscrits au 1er tour. En outre la totalité des conseillers départementaux est renouvelée. Ce nouveau mode de scrutin nécessite un redécoupage des cantons dont le nombre est divisé par deux avec arrondi à l'unité impaire supérieure si ce nombre n'est pas entier impair, assorti de conditions de seuils minimaux. Dans le Cantal, le nombre de cantons passe ainsi de 27 à 15. Le nouveau canton d'Aurillac-1 comprend une commune et une fraction de la commune d'Aurillac.

## Représentation

### Liste des conseillers départementaux
| Période élective | Période élective | Mandat       | Mandat               | Identité        | Nuance | Nuance | Qualité |
| ---------------- | ---------------- | ------------ | -------------------- | --------------- | ------ | ------ | --- |
| 2015             | 2021             | 2015         | juillet 2019 (décès) | Roland Cornet   |        | DVD    | Maire d'Ytrac (2014 → 2019) |
| 2015             | 2021             | juillet 2019 | 2021                 | Jamal Belaïdi   |        | LR     | Commerçant à Arpajon-sur-Cère, conseiller municipal d'Aurillac depuis 2020                                                                              |
| 2015             | 2021             | 2015         | 2021                 | Sylvie Lachaize |        | LR     | Employée du secteur privé 1re vice-présidente du Conseil départemental (Solidarité sociale, Autonomie et Citoyenneté) Conseillère municipale d’Aurillac |
| 2021             | 2028             | 2021         | en cours             | Jamal Belaïdi   |        | LR     | Commerçant à Arpajon-sur-Cère, conseiller municipal d'Aurillac depuis 2020                                                                              |
| 2021             | 2028             | 2021         | en cours             | Sylvie Lachaize |        | LR     | 2e vice-présidente du Conseil départemental (Solidarité sociale) Conseillère municipale d’Aurillac                                                      |

### Résultats détaillés

#### Élections de 2015
À l'issue du 1er tour des élections départementales de 2015, deux binômes sont en ballotage : Roland Cornet et Sylvie Lachaize (Union de la Droite, 50,61 %) et Alain Coudon et Florence Marty (PS, 31,99 %). Le taux de participation est de 52,3 % (4 093 votants sur 7 826 inscrits) contre 55,81 % au niveau départemental et 50,17 % au niveau national.
Au second tour, Roland Cornet et Sylvie Lachaize (Union de la Droite) sont élus avec 58,28 % des suffrages exprimés et un taux de participation de 53,25 % (2 178 voix pour 4 167 votants et 7 826 inscrits).

#### Élections de juin 2021
Le premier tour des élections départementales de 2021 est marqué par un très faible taux de participation (33,26 % au niveau national). Dans le canton d'Aurillac-1, ce taux de participation est de 36,80 % (2 818 votants sur 7 658 inscrits) contre 41,88 % au niveau départemental. À l'issue de ce premier tour, deux binômes sont en ballottage : Jamal Belaïdi et Sylvie Lachaize (LR, 49,42 %) et Charly Delamaide et Marie-Ève Robert (Union à gauche, 35,32 %) .
Le second tour des élections est marqué une nouvelle fois par une abstention massive équivalente au premier tour. Les taux de participation sont de 34,3 % au niveau national, 42,74 % dans le département et 38,78 % dans le canton d'Aurillac-1. Jamal Belaïdi et Sylvie Lachaize (LR) sont élus avec 54,36 % des suffrages exprimés (1 496 voix pour 2 971 votants et 7 661 inscrits),,.

## Composition
Le canton d'Aurillac-1 comprend :
1. La commune d'Ytrac ;
2. La partie de la commune d'Aurillac située à l'ouest d'une ligne définie par l'axe des voies et limites suivantes : depuis la limite territoriale de la commune d'Ytrac, chemin d'Antuejoul, chemin des Remparts, rue de Pesteils, route de Belbex, rue Jean-Moulin, place du 8-Mai-1945, ligne de chemin de fer reliant Ytrac à Clermont-Ferrand, passerelle reliant la rue François-Maynard à la rue du Ceyla, chemin de Berthou, rue de la Montade, avenue des Volontaires, boulevard de Verdun, avenue du Plomb-du-Cantal, rue Léon-Blum, rue Victor-Jara, ligne perpendiculaire jusqu'à la rue Maurice-Ravel entre le 10 et le 16, rue Maurice-Ravel, rue Georges-Clemenceau, boulevard de Canteloube, rue de Marmiesse, rue de Baradel, chemin du Bousquet, chemin de Marmiers, jusqu'à la limite territoriale de la commune d'Arpajon-sur-Cère.

| Nom                              | Code Insee | Intercommunalité        | Superficie (km2) | Population (dernière pop. légale)               | Densité (hab./km2) | Modifier                                    |
| -------------------------------- | ---------- | ----------------------- | ---------------- | ----------------------------------------------- | ------------------ | ------------------------------------------- |
| Aurillac (bureau centralisateur) | 15014      | CA du Bassin d'Aurillac | 28,76            | Fraction : 6 061 (2022) Commune : 26 189 (2022) | 911                | modifier les données · modifier les données |
| Ytrac                            | 15267      | CA du Bassin d'Aurillac | 38,37            | 4 316 (2022)                                    | 112                | modifier les données · modifier les données |
| Canton d'Aurillac-1              | 1502       |                         |                  | 10 377 (2022)                                   |                    | modifier les données                        |

## Démographie
En 2022, le canton comptait 10 377 habitants, en évolution de +2,16 % par rapport à 2016 (Cantal : −1,08 %, France hors Mayotte : +2,11 %).
| 2013   | 2018   | 2022   |
| ------ | ------ | ------ |
| 10 451 | 10 072 | 10 377 |